# Cantó de Vianden
Cantó de Vianden (luxemburguès Veianen) és un cantó situat al nord-est de Luxemburg, al districte de Diekirch. Té 78 kilòmetres quadrats i 5.594 habitants. La capital és Vianden.
El cantó es divideix en 3 comunes:
- Putscheid
- Tandel
- Vianden